# Indagationes Mathematicae
Indagationes Mathematicae (del latín: indagación, búsqueda, investigación de las matemáticas) es una revista holandesa de matemáticas.
La revista tiene su origen en las Actas de la Real Academia de Artes y Ciencias de los Países Bajos (o Actas de la Koninklijke Nederlandse Akademie van Wetenschappen), fundada en 1895. A partir de 1939, los artículos de matemáticas de esta revista se publicaron por separado, bajo el título alternativo Indagationes Mathematicae. En 1951, las actas se dividieron oficialmente en tres revistas, manteniendo el mismo nombre, pero distinguiéndose entre sí por estar en series separadas. Fueron la Serie A (Ciencias Matemáticas), la Serie B (Ciencias Físicas) y la Serie C (Ciencias Biológicas y Médicas). En ese momento, la Serie A pasó a ser publicada por North-Holland Publishing Company; los volúmenes de esta época ahora están listados por el editor como Indagationes Mathematicae (Actas). En 1971, Holanda Septentrional se fusionó con Elsevier. A partir de 1990, la revista eliminó (Proceedings) de su título, dejando el nombre de la revista en su forma actual como Indagationes Mathematicae . En 2010, el patrocinio de la revista fue transferido de la Real Academia de los Países Bajos a la Real Sociedad Matemática Holandesa, mientras que Elsevier continuó publicándola.
La composición tipográfica de esta revista, incluidas sus fórmulas matemáticas, fue elegida por Donald Knuth como uno de los tres ejemplos de calidad tipográfica cuando diseñó el software de composición tipográfica digital TeX de 1978.
Está indexado en Scopus y Zentralblatt MATH con un factor de impacto para el año 2020 de 0,956.